# Molophilus (Molophilus) beri
Molophilus (Molophilus) beri is een tweevleugelige uit de familie steltmuggen (Limoniidae). De soort komt voor in het Australaziatisch gebied.